# Équipe cycliste EF Education-Nippo Development
L'équipe EF Education-Nippo Development est une équipe cycliste américaine, créée sous licence suisse en 2021. Elle court avec une licence d'équipe continentale.
Elle sert d'équipe réserve à la formation World Tour Équipe cycliste EF Education.

## Principales victoires

### Courses par étapes
- Tour de Hokkaido : 2022 (Yusuke Kadota)

### Championnats nationaux
- Championnats du Japon sur route : 1
  - Contre-la-montre espoirs : 2022 (Yuhi Todome)

## Classements UCI
L'équipe participe aux épreuves des circuits continentaux et en particulier de l'UCI Europe Tour. Les tableaux ci-dessous présentent les classements de l'équipe sur les différents circuits, ainsi que son meilleur coureur au classement individuel.
UCI Africa Tour
| UCI Africa Tour | UCI Africa Tour        | UCI Africa Tour                           | UCI Africa Tour |
| Année           | Classement par équipes | Meilleur coureur au classement individuel |                 |
| --------------- | ---------------------- | ----------------------------------------- | --------------- |
| 2022            | -                      | Hagos Welay Berhe (94e)                   |                 |
|                 |                        |                                           |                 |
| Source : UCI    |                        |                                           |                 |

UCI Asia Tour
| UCI Asia Tour | UCI Asia Tour          | UCI Asia Tour                             | UCI Asia Tour |
| Année         | Classement par équipes | Meilleur coureur au classement individuel |               |
| ------------- | ---------------------- | ----------------------------------------- | ------------- |
| 2021          | -                      | Atsushi Oka (23e)                         |               |
| 2022          | -                      | Yusuke Kadota (65e)                       |               |
|               |                        |                                           |               |
| Source : UCI  |                        |                                           |               |

UCI Europe Tour
| UCI Europe Tour | UCI Europe Tour        | UCI Europe Tour                           | UCI Europe Tour |
| Année           | Classement par équipes | Meilleur coureur au classement individuel |                 |
| --------------- | ---------------------- | ----------------------------------------- | --------------- |
| 2021            | 63e                    | Jonathan Bögli (735e)                     |                 |
| 2022            | -                      | Fabio Christen (586e)                     |                 |
|                 |                        |                                           |                 |
| Source : UCI    |                        |                                           |                 |

L'équipe est également classée au Classement mondial UCI qui prend en compte toutes les épreuves UCI et concerne toutes les équipes UCI.
| Classement mondial | Classement mondial     | Classement mondial                        | Classement mondial |
| Année              | Classement par équipes | Meilleur coureur au classement individuel |                    |
| ------------------ | ---------------------- | ----------------------------------------- | ------------------ |
| 2021               | 97e                    | Atsushi Oka (855e)                        |                    |
| 2022               | 113e                   | Fabio Christen (776e)                     |                    |
| 2023               | 79e                    | Felix Stehli (821e)                       |                    |
|                    |                        |                                           |                    |
| Source : UCI       |                        |                                           |                    |

## EF Education-Nippo Development Team en 2022
| Cycliste          | Date de naissance | Nationalité | Équipe 2021                          |  |
| ----------------- | ----------------- | ----------- | ------------------------------------ |  |
| Welay Hagos Berhe | 22 octobre 2001   | Éthiopie    | Nippo-Provence-PTS Conti             |  |
| Jonathan Bögli    | 12 septembre 2000 | Suisse      | Nippo-Provence-PTS Conti             |  |
| Trym Brennsæter   | 26 mai 2003       | Norvège     |                                      |  |
| Fabio Christen    | 29 juin 2002      | Suisse      | Nippo-Provence-PTS Conti             |  |
| Oliver Wulff      | 11 octobre 2000   | Danemark    | Team ColoQuick                       |  |
| Masahiro Ishigami | 20 octobre 1997   | Japon       | Nippo-Provence-PTS Conti             |  |
| Luca Jenni        | 6 mai 2002        | Suisse      | Nippo-Provence-PTS Conti             |  |
| Yusuke Kadota     | 18 août 1998      | Japon       | Hincapie Leomo Powered by BMC (2020) |  |
| Kevin Kuhn        | 18 février 1998   | Suisse      | Nippo-Provence-PTS Conti             |  |
| Hijiri Oda        | 23 novembre 1998  | Japon       | Nippo-Provence-PTS Conti             |  |
| Atsushi Oka       | 3 septembre 1995  | Japon       | Nippo-Provence-PTS Conti             |  |
| Félix Stehli      | 18 octobre 2000   | Suisse      | Nippo-Provence-PTS Conti (Stagiaire) |  |
| Yuhi Todome       | 18 juin 2002      | Japon       |                                      |  |
| Szymon Tracz      | 12 novembre 1998  | Pologne     | Nippo-Provence-PTS Conti             |  |
| Yugi Tsuda        | 21 décembre 2002  | Japon       | AG2R Citroën U23                     |  |
| Ethan Villaneda   | 23 juin 2003      | États-Unis  |                                      |  |